# Hypocrita pylotoides
Hypocrita pylotoides là một loài bướm đêm thuộc phân họ Arctiinae, họ Erebidae.